# Neoamerioppia minima
Neoamerioppia minima är en kvalsterart som först beskrevs av Hammer 1961.  Neoamerioppia minima ingår i släktet Neoamerioppia och familjen Oppiidae. Inga underarter finns listade i Catalogue of Life.